# Voetbal op de Olympische Zomerspelen 2020 – Mannen
Het voetbaltoernooi voor mannen op de Olympische zomerspelen van 2020 werd gehouden tussen 21 juli en 7 augustus 2021. De spelers van de mannenelftallen moeten allemaal geboren zijn na 1 januari 1997, dus onder de 24 jaar. Drie spelers mogen boven deze leeftijd zijn. Brazilië is de titelverdediger.
Gastland Japan was verzekerd van deelname. 15 andere landen konden zich kwalificeren via continentale toernooien. De 16 gekwalificeerde landen worden in de groepsfase verdeeld in vier groepen van vier. De beste twee uit iedere groep kwalificeerden zich voor de kwartfinale.

## Competitieschema
| GF | Groepsfase | ¼ | Kwartfinale | ½ | Halve finales | T | Troostfinale | F | Finale |

| Datum →     | woe 21 | don 22 | vrij 23 | zat 24 | zon 25 | maa 26 | din 27 | woe 28 | don 29 | vrij 30 | zat 31 | zon 1 | maa 2 | din 3 | woe 4 | don 5 | vrij 6 | vrij 6 | zat 7 | zat 7 |
| Onderdeel ↓ | woe 21 | don 22 | vrij 23 | zat 24 | zon 25 | maa 26 | din 27 | woe 28 | don 29 | vrij 30 | zat 31 | zon 1 | maa 2 | din 3 | woe 4 | don 5 | vrij 6 | vrij 6 | zat 7 | zat 7 |
| ----------- | ------ | ------ | ------- | ------ | ------ | ------ | ------ | ------ | ------ | ------- | ------ | ----- | ----- | ----- | ----- | ----- | ------ | ------ | ----- | ----- |
| Mannen      |        | GF     |         |        | GF     |        |        | GF     |        |         | ¼      |       |       |       | ½     |       |        |        | T     | F     |

## Stadions
| Kashima               | Tokio              | Saitama            | · Yokohama Saitama Rifu Tokio Sapporo Kashima | · Yokohama Saitama Rifu Tokio Sapporo Kashima | · Yokohama Saitama Rifu Tokio Sapporo Kashima |
| Kashimastadion        | Tokio stadion      | Saitamastadion     | · Yokohama Saitama Rifu Tokio Sapporo Kashima | · Yokohama Saitama Rifu Tokio Sapporo Kashima | · Yokohama Saitama Rifu Tokio Sapporo Kashima |
| Capaciteit: 42.000    | Capaciteit: 49.000 | Capaciteit: 62.000 | · Yokohama Saitama Rifu Tokio Sapporo Kashima | · Yokohama Saitama Rifu Tokio Sapporo Kashima | · Yokohama Saitama Rifu Tokio Sapporo Kashima |
|                       |                    |                    | · Yokohama Saitama Rifu Tokio Sapporo Kashima | · Yokohama Saitama Rifu Tokio Sapporo Kashima | · Yokohama Saitama Rifu Tokio Sapporo Kashima |
| Yokohama              | Rifu               | Sapporo            | · Yokohama Saitama Rifu Tokio Sapporo Kashima | · Yokohama Saitama Rifu Tokio Sapporo Kashima | · Yokohama Saitama Rifu Tokio Sapporo Kashima |
| Int. Stadion Yokohama | Miyagistadion      | Sapporo Dome       | · Yokohama Saitama Rifu Tokio Sapporo Kashima | · Yokohama Saitama Rifu Tokio Sapporo Kashima | · Yokohama Saitama Rifu Tokio Sapporo Kashima |
| Capaciteit: 48.000    | Capaciteit: 42.000 | Capaciteit: 70.000 | · Yokohama Saitama Rifu Tokio Sapporo Kashima | · Yokohama Saitama Rifu Tokio Sapporo Kashima | · Yokohama Saitama Rifu Tokio Sapporo Kashima |
|                       |                    |                    | · Yokohama Saitama Rifu Tokio Sapporo Kashima | · Yokohama Saitama Rifu Tokio Sapporo Kashima | · Yokohama Saitama Rifu Tokio Sapporo Kashima |

## Deelnemende landen
| Toernooi                                        | Datum                         | Locatie             | Plaatsen | Geplaatste landen                   |
| ----------------------------------------------- | ----------------------------- | ------------------- | -------- | ----------------------------------- |
| Gastland                                        | 7 september 2013              | n/a                 | 1        | Japan                               |
| Aziatisch kwalificatietoernooi                  | 8–26 januari 2020             | Thailand            | 3        | Saoedi-Arabië Zuid-Korea Australië  |
| Afrikaans kampioenschap voetbal onder 23 - 2019 | 8–22 november 2019            | Egypte              | 3        | Egypte Ivoorkust Zuid-Afrika        |
| CONCACAF kwalificatietoernooi                   | 18–30 maart 2021              | Mexico              | 2        | Mexico Honduras                     |
| CONMEBOL kwalificatietoernooi                   | 15 januari – 9 februari 2020  | Colombia            | 2        | Argentinië Brazilië                 |
| Olympisch kwalificatietoernooi                  | 21 september – 5 oktober 2019 | Fiji                | 1        | Nieuw-Zeeland                       |
| Europees kampioenschap voetbal onder 21 - 2019  | 16–30 juni 2019               | Italië / San Marino | 4        | Spanje Roemenië Duitsland Frankrijk |
| Totaal                                          | Totaal                        | Totaal              | 16       |                                     |

## Loting
De loting werd gehouden op 21 april 2021 om 10:00 (UTC+2) in het FIFA-hoofdkantoor in Zürich, Zwitserland. Bij de loting werden de landen verdeeld in 4 potten. Het gastland Japan zat in pot 1 en kwam automatisch in poule A terecht. De overige landen waren verdeeld op basis van de resultaten van de laatste vijf Olympische Spelen. Hoe recenter hoe zwaarder dit meetelde in het bepalen van de pottenverdeling. Landen uit dezelfde confederatie mochten niet bij elkaar terecht komen in de groep.
| Pot 1                                                   | Pot 2                                    | Pot 3                                              | Pot 4                                              |
| ------------------------------------------------------- | ---------------------------------------- | -------------------------------------------------- | -------------------------------------------------- |
| - Japan (gastland) - Brazilië - Argentinië - Zuid-Korea | - Mexico - Duitsland - Honduras - Spanje | - Egypte - Nieuw-Zeeland - Ivoorkust - Zuid-Afrika | - Australië - Saoedi-Arabië - Frankrijk - Roemenië |

## Groepsfase

### Groep A
| Pos | Team        | Wed | W | G | V | Ptn | DV | DT | +/− | Kwalificatie               |
| --- | ----------- | --- | - | - | - | --- | -- | -- | --- | -------------------------- |
| 1   | Japan (G)   | 3   | 3 | 0 | 0 | 9   | 7  | 1  | +6  | Door naar de knock-outfase |
| 2   | Mexico      | 3   | 2 | 0 | 1 | 6   | 8  | 3  | +5  | Door naar de knock-outfase |
| 3   | Frankrijk   | 3   | 1 | 0 | 2 | 3   | 5  | 11 | −6  |                            |
| 4   | Zuid-Afrika | 3   | 0 | 0 | 3 | 0   | 3  | 8  | −5  |                            |

|                            |                                               |         |                   |                                                                  |
| 22 juli 2021 17:00 (UTC+9) | Mexico                                        | 4 – 1   | Frankrijk         | Tokio stadion, Tokio Toeschouwers: 0 Scheidsrechter: Chris Beath |
| 22 juli 2021 17:00 (UTC+9) | Vega 47' Córdova 55' Antuna 80' Aguirre 90+1' | Verslag | 69' (pen.) Gignac | Tokio stadion, Tokio Toeschouwers: 0 Scheidsrechter: Chris Beath |

|                            |          |         |             |                                                                       |
| 22 juli 2021 20:00 (UTC+9) | Japan    | 1 – 0   | Zuid-Afrika | Tokio stadion, Tokio Toeschouwers: 0 Scheidsrechter: Jesús Valenzuela |
| 22 juli 2021 20:00 (UTC+9) | Kubo 71' | Verslag |             | Tokio stadion, Tokio Toeschouwers: 0 Scheidsrechter: Jesús Valenzuela |

|                            |                                            |         |                                      |                                                                      |
| 25 juli 2021 17:00 (UTC+9) | Frankrijk                                  | 4 – 3   | Zuid-Afrika                          | Saitamastadion, Saitama Toeschouwers: 0 Scheidsrechter: Kevin Ortega |
| 25 juli 2021 17:00 (UTC+9) | Gignac 57', 78', 86' (pen.) Savanier 90+3' | Verslag | 53' Kodisang 73' Makgopa 82' Mokoena | Saitamastadion, Saitama Toeschouwers: 0 Scheidsrechter: Kevin Ortega |

|                            |                         |         |                          |                                                                           |
| 25 juli 2021 20:00 (UTC+9) | Japan                   | 2 – 1   | Mexico                   | Saitamastadion, Saitama Toeschouwers: 0 Scheidsrechter: Artur Soares Dias |
| 25 juli 2021 20:00 (UTC+9) | Kubo 6' Doan 11' (pen.) | Verslag | 68' Vásquez 85' Alvarado | Saitamastadion, Saitama Toeschouwers: 0 Scheidsrechter: Artur Soares Dias |

|                            |                |         |                                            |                                                                             |
| 28 juli 2021 20:30 (UTC+9) | Frankrijk      | 0 – 4   | Japan                                      | Int. Stadion Yokohama, Yokohama Toeschouwers: 0 Scheidsrechter: Iván Barton |
| 28 juli 2021 20:30 (UTC+9) | Kolo Muani 74' | Verslag | 27' Kubo 34' Sakai 70' Miyoshi 90+1' Maeda | Int. Stadion Yokohama, Yokohama Toeschouwers: 0 Scheidsrechter: Iván Barton |

|                            |             |         |                                              |                                                                      |
| 28 juli 2021 20:30 (UTC+9) | Zuid-Afrika | 0 – 3   | Mexico                                       | Sapporo Dome, Sapporo Toeschouwers: 0 Scheidsrechter: Matthew Conger |
| 28 juli 2021 20:30 (UTC+9) | Malepe 57'  | Verslag | 18' Vega 45+1' Romo 60' Martín 66' Rodríguez | Sapporo Dome, Sapporo Toeschouwers: 0 Scheidsrechter: Matthew Conger |

### Groep B
| Pos | Team          | Wed | W | G | V | Ptn | DV | DT | +/− | Kwalificatie               |
| --- | ------------- | --- | - | - | - | --- | -- | -- | --- | -------------------------- |
| 1   | Zuid-Korea    | 3   | 2 | 0 | 1 | 6   | 10 | 1  | +9  | Door naar de knock-outfase |
| 2   | Nieuw-Zeeland | 3   | 1 | 1 | 1 | 4   | 3  | 3  | 0   | Door naar de knock-outfase |
| 3   | Roemenië      | 3   | 1 | 1 | 1 | 4   | 1  | 4  | −3  |                            |
| 4   | Honduras      | 3   | 1 | 0 | 2 | 3   | 3  | 9  | −6  |                            |

|                            |               |         |            |                                                                      |
| 22 juli 2021 17:00 (UTC+9) | Nieuw-Zeeland | 1 – 0   | Zuid-Korea | Kashimastadion, Kashima Toeschouwers: 0 Scheidsrechter: Victor Gomes |
| 22 juli 2021 17:00 (UTC+9) | Wood 70'      | Verslag |            | Kashimastadion, Kashima Toeschouwers: 0 Scheidsrechter: Victor Gomes |

|                            |          |         |                     |                                                                         |
| 22 juli 2021 20:00 (UTC+9) | Honduras | 0 – 1   | Roemenië            | Kashimastadion, Kashima Toeschouwers: 0 Scheidsrechter: Leodán González |
| 22 juli 2021 20:00 (UTC+9) |          | Verslag | 45+1' (e.d.) Olivia | Kashimastadion, Kashima Toeschouwers: 0 Scheidsrechter: Leodán González |

|                            |                     |         |                                       |                                                                          |
| 25 juli 2021 17:00 (UTC+9) | Nieuw-Zeeland       | 2 – 3   | Honduras                              | Kashimastadion, Kashima Toeschouwers: 0 Scheidsrechter: Jesús Valenzuela |
| 25 juli 2021 17:00 (UTC+9) | Cacace 10' Wood 46' | Verslag | 45+1' Palma 78' Obregon Jr. 87' Rivas | Kashimastadion, Kashima Toeschouwers: 0 Scheidsrechter: Jesús Valenzuela |

|                            |                     |         |                                                              |                                                                        |
| 25 juli 2021 20:00 (UTC+9) | Roemenië            | 0 – 4   | Zuid-Korea                                                   | Kashimastadion, Kashima Toeschouwers: 0 Scheidsrechter: Orel Grinfeeld |
| 25 juli 2021 20:00 (UTC+9) | Gheorghe 25', 45+1' | Verslag | 27' (e.d.) Marin 59' Um Won-sang 84' (pen.), 90' Lee Kang-in | Kashimastadion, Kashima Toeschouwers: 0 Scheidsrechter: Orel Grinfeeld |

|                            |          |       |               |                                                                    |
| 28 juli 2021 17:30 (UTC+9) | Roemenië | 0 – 0 | Nieuw-Zeeland | Sapporo Dome, Sapporo Toeschouwers: 0 Scheidsrechter: Kevin Ortega |
| 28 juli 2021 17:30 (UTC+9) | Verslag  |       |               | Sapporo Dome, Sapporo Toeschouwers: 0 Scheidsrechter: Kevin Ortega |

|                            |                                                                                                |         |                   |                                                                                |
| 28 juli 2021 17:30 (UTC+9) | Zuid-Korea                                                                                     | 6 – 0   | Honduras          | Int. Stadion Yokohama, Yokohama Toeschouwers: 0 Scheidsrechter: Georgi Kabakov |
| 28 juli 2021 17:30 (UTC+9) | Hwang Ui-jo 12' (pen.), 45+5', 52' (pen.) Won Du-jae 19' (pen.) Kim Jin-ya 64' Lee Kang-in 82' | Verslag | 17', 39' Meléndez | Int. Stadion Yokohama, Yokohama Toeschouwers: 0 Scheidsrechter: Georgi Kabakov |

### Groep C
| Pos | Team       | Wed | W | G | V | Ptn | DV | DT | +/− | Kwalificatie               |
| --- | ---------- | --- | - | - | - | --- | -- | -- | --- | -------------------------- |
| 1   | Spanje     | 3   | 1 | 2 | 0 | 5   | 2  | 1  | +1  | Door naar de knock-outfase |
| 2   | Egypte     | 3   | 1 | 1 | 1 | 4   | 2  | 1  | +1  | Door naar de knock-outfase |
| 3   | Argentinië | 3   | 1 | 1 | 1 | 4   | 2  | 3  | −1  |                            |
| 4   | Australië  | 3   | 1 | 0 | 2 | 3   | 2  | 3  | −1  |                            |

|                            |         |       |        |                                                                       |
| 22 juli 2021 16:30 (UTC+9) | Egypte  | 0 – 0 | Spanje | Sapporo Dome, Sapporo Toeschouwers: 0 Scheidsrechter: Adham Makhadmeh |
| 22 juli 2021 16:30 (UTC+9) | Verslag |       |        | Sapporo Dome, Sapporo Toeschouwers: 0 Scheidsrechter: Adham Makhadmeh |

|                            |                     |         |                     |                                                                       |
| 22 juli 2021 19:30 (UTC+9) | Argentinië          | 0 – 2   | Australië           | Sapporo Dome, Sapporo Toeschouwers: 0 Scheidsrechter: Srđan Jovanović |
| 22 juli 2021 19:30 (UTC+9) | Ortega 45+1', 45+3' | Verslag | 14' Wales 80' Tilio | Sapporo Dome, Sapporo Toeschouwers: 0 Scheidsrechter: Srđan Jovanović |

|                            |        |         |            |                                                                      |
| 25 juli 2021 16:30 (UTC+9) | Egypte | 0 – 1   | Argentinië | Sapporo Dome, Sapporo Toeschouwers: 0 Scheidsrechter: Georgi Kabakov |
| 25 juli 2021 16:30 (UTC+9) |        | Verslag | 52' Medina | Sapporo Dome, Sapporo Toeschouwers: 0 Scheidsrechter: Georgi Kabakov |

|                            |           |         |               |                                                                             |
| 25 juli 2021 19:30 (UTC+9) | Australië | 0 – 1   | Spanje        | Sapporo Dome, Sapporo Toeschouwers: 0 Scheidsrechter: Bamlak Tessema Weyesa |
| 25 juli 2021 19:30 (UTC+9) |           | Verslag | 81' Oyarzabal | Sapporo Dome, Sapporo Toeschouwers: 0 Scheidsrechter: Bamlak Tessema Weyesa |

|                            |           |         |                         |                                                                           |
| 28 juli 2021 20:00 (UTC+9) | Australië | 0 – 2   | Egypte                  | Miyagistadion, Rifu Toeschouwers: 4.471 Scheidsrechter: Artur Soares Dias |
| 28 juli 2021 20:00 (UTC+9) |           | Verslag | 44' Rayyan 85' A. Hamdy | Miyagistadion, Rifu Toeschouwers: 4.471 Scheidsrechter: Artur Soares Dias |

|                            |            |         |              |                                                                       |
| 28 juli 2021 20:00 (UTC+9) | Spanje     | 1 – 1   | Argentinië   | Saitamastadion, Saitama Toeschouwers: 0 Scheidsrechter: Ismail Elfath |
| 28 juli 2021 20:00 (UTC+9) | Merino 66' | Verslag | 87' Belmonte | Saitamastadion, Saitama Toeschouwers: 0 Scheidsrechter: Ismail Elfath |

### Groep D
| Pos | Team          | Wed | W | G | V | Ptn | DV | DT | +/− | Kwalificatie               |
| --- | ------------- | --- | - | - | - | --- | -- | -- | --- | -------------------------- |
| 1   | Brazilië      | 3   | 2 | 1 | 0 | 7   | 7  | 3  | +4  | Door naar de knock-outfase |
| 2   | Ivoorkust     | 3   | 1 | 2 | 0 | 5   | 2  | 1  | +1  | Door naar de knock-outfase |
| 3   | Duitsland     | 3   | 1 | 1 | 1 | 4   | 6  | 7  | −1  |                            |
| 4   | Saoedi-Arabië | 3   | 0 | 0 | 3 | 0   | 4  | 8  | −4  |                            |

|                            |                                                |         |                |                                                                                |
| 22 juli 2021 17:30 (UTC+9) | Ivoorkust                                      | 2 – 1   | Saoedi-Arabië  | Int. Stadion Yokohama, Yokohama Toeschouwers: 0 Scheidsrechter: Matthew Conger |
| 22 juli 2021 17:30 (UTC+9) | Al-Amri 39' (e.d.) Kessié 66' A. Doumbia 90+7' | Verslag | 44' Al-Dawsari | Int. Stadion Yokohama, Yokohama Toeschouwers: 0 Scheidsrechter: Matthew Conger |

|                            |                                         |         |                                    |                                                                             |
| 22 juli 2021 20:30 (UTC+9) | Brazilië                                | 4 – 2   | Duitsland                          | Int. Stadion Yokohama, Yokohama Toeschouwers: 0 Scheidsrechter: Iván Barton |
| 22 juli 2021 20:30 (UTC+9) | Richarlison 7', 22', 30' Paulhino 90+5' | Verslag | 57' Amiri 35', 63' Arnold 84' Ache | Int. Stadion Yokohama, Yokohama Toeschouwers: 0 Scheidsrechter: Iván Barton |

|                            |          |         |                  |                                                                               |
| 25 juli 2021 17:30 (UTC+9) | Brazilië | 0 – 0   | Ivoorkust        | Int. Stadion Yokohama, Yokohama Toeschouwers: 0 Scheidsrechter: Ismail Elfath |
| 25 juli 2021 17:30 (UTC+9) | Luiz 13' | Verslag | 65', 79' Kouassi | Int. Stadion Yokohama, Yokohama Toeschouwers: 0 Scheidsrechter: Ismail Elfath |

|                            |                   |         |                                            |                                                                              |
| 25 juli 2021 20:30 (UTC+9) | Saoedi-Arabië     | 2 – 3   | Duitsland                                  | Int. Stadion Yokohama, Yokohama Toeschouwers: 0 Scheidsrechter: Victor Gomes |
| 25 juli 2021 20:30 (UTC+9) | Al-Najei 30', 50' | Verslag | 11' Amiri 43' Ache 68' Pieper 75' Uduokhai | Int. Stadion Yokohama, Yokohama Toeschouwers: 0 Scheidsrechter: Victor Gomes |

|                            |               |         |                                  |                                                                               |
| 28 juli 2021 17:00 (UTC+9) | Saoedi-Arabië | 1 – 3   | Brazilië                         | Saitamastadion, Saitama Toeschouwers: 0 Scheidsrechter: Bamlak Tessema Weyesa |
| 28 juli 2021 17:00 (UTC+9) | Al-Amri 27'   | Verslag | 14' Cunha 76', 90+1' Richarlison | Saitamastadion, Saitama Toeschouwers: 0 Scheidsrechter: Bamlak Tessema Weyesa |

|                            |           |         |                     |                                                                         |
| 28 juli 2021 17:00 (UTC+9) | Duitsland | 1 – 1   | Ivoorkust           | Miyagistadion, Rifu Toeschouwers: 4.294 Scheidsrechter: Leodán González |
| 28 juli 2021 17:00 (UTC+9) | Löwen 73' | Verslag | 69' (e.d.) Henrichs | Miyagistadion, Rifu Toeschouwers: 4.294 Scheidsrechter: Leodán González |

## Knock-outfase
|  | kwartfinale        | kwartfinale          |                       |       | halve finale         | halve finale         |   |  | finale | finale |
|  |                    |                      |                       |       |                      |                      |   |  |        |        |
|  | 31 juli – Yokohama |                      |                       |       |                      |                      |   |  |        |        |
|  |                    |                      |                       |       |                      |                      |   |  |        |        |
|  | Zuid-Korea         | 3                    |                       |       |                      |                      |   |  |        |        |
|  | Zuid-Korea         | 3                    | 3 augustus – Kashima  |       |                      |                      |   |  |        |        |
|  | Mexico             | 6                    |                       |       |                      |                      |   |  |        |        |
|  | Mexico             | 6                    | Mexico                | 0 (1) |                      |                      |   |  |        |        |
|  | 31 juli – Saitama  |                      | Mexico                | 0 (1) |                      |                      |   |  |        |        |
|  |                    | Brazilië (w.n.s.)    | 0 (4)                 |       |                      |                      |   |  |        |        |
|  | Brazilië           | Brazilië (w.n.s.)    | 0 (4)                 | 1     |                      |                      |   |  |        |        |
|  | Brazilië           |                      | 7 augustus – Yokohama | 1     |                      |                      |   |  |        |        |
|  | Egypte             | 0                    |                       |       |                      |                      |   |  |        |        |
|  | Egypte             | 0                    | Brazilië (w.n.v.)     | 2     |                      |                      |   |  |        |        |
|  | 31 juli – Kashima  |                      | Brazilië (w.n.v.)     | 2     |                      |                      |   |  |        |        |
|  |                    | Spanje               | 1                     |       |                      |                      |   |  |        |        |
|  | Japan (w.n.s.)     | Spanje               | 1                     | 0 (4) |                      |                      |   |  |        |        |
|  | Japan (w.n.s.)     | 3 augustus – Saitama |                       | 0 (4) |                      |                      |   |  |        |        |
|  | Nieuw-Zeeland      | 0 (2)                |                       |       |                      |                      |   |  |        |        |
|  | Nieuw-Zeeland      | 0 (2)                | Japan                 | 0     | bronzen medaille     | bronzen medaille     |   |  |        |        |
|  | 31 juli – Rifu     |                      | Japan                 | 0     | bronzen medaille     | bronzen medaille     |   |  |        |        |
|  |                    | Spanje (w.n.v.)      | 1                     |       | 6 augustus – Saitama | 6 augustus – Saitama |   |  |        |        |
|  | Spanje (w.n.v.)    | Spanje (w.n.v.)      | 1                     | 5     | 6 augustus – Saitama | 6 augustus – Saitama |   |  |        |        |
|  | Spanje (w.n.v.)    |                      |                       |       |                      | Mexico               | 3 |  |        |        |
|  | Ivoorkust          | 2                    |                       |       |                      | Mexico               | 3 |  |        |        |
|  | Ivoorkust          | 2                    | Japan                 | 1     |                      |                      |   |  |        |        |
|  |                    |                      | Japan                 | 1     |                      |                      |   |  |        |        |

### Kwartfinales
|                            |                                                       |              |                         |                                                                          |
| 31 juli 2021 17:00 (UTC+9) | Spanje                                                | 5 – 2 (n.v.) | Ivoorkust               | Miyagistadion, Rifu Toeschouwers: 5.526 Scheidsrechter: Jesús Valenzuela |
| 31 juli 2021 17:00 (UTC+9) | Olmo 30' Mir 90+3', 117', 120+1' Oyarzabal 98' (pen.) | Verslag      | 10' Bailly 90+1' Gradel | Miyagistadion, Rifu Toeschouwers: 5.526 Scheidsrechter: Jesús Valenzuela |

|                            |                               |              |                            |                                                                       |
| 31 juli 2021 18:00 (UTC+9) | Japan                         | 0 – 0 (n.v.) | Nieuw-Zeeland              | Kashimastadion, Kashima Toeschouwers: 0 Scheidsrechter: Ismail Elfath |
| 31 juli 2021 18:00 (UTC+9) | Verslag                       |              |                            | Kashimastadion, Kashima Toeschouwers: 0 Scheidsrechter: Ismail Elfath |
| 31 juli 2021 18:00 (UTC+9) | Strafschoppen                 |              |                            | Kashimastadion, Kashima Toeschouwers: 0 Scheidsrechter: Ismail Elfath |
| 31 juli 2021 18:00 (UTC+9) | Ueda Itakura Nakayama Yoshida | 4 – 2        | Wood Cacace Lewis McCowatt | Kashimastadion, Kashima Toeschouwers: 0 Scheidsrechter: Ismail Elfath |

|                            |           |         |        |                                                                     |
| 31 juli 2021 19:00 (UTC+9) | Brazilië  | 1 – 0   | Egypte | Saitamastadion, Saitama Toeschouwers: 0 Scheidsrechter: Chris Beath |
| 31 juli 2021 19:00 (UTC+9) | Cunha 37' | Verslag |        | Saitamastadion, Saitama Toeschouwers: 0 Scheidsrechter: Chris Beath |

|                            |                                            |         |                                                              |                                                                                         |
| 31 juli 2021 20:00 (UTC+9) | Zuid-Korea                                 | 3 – 6   | Mexico                                                       | International Stadium Yokohama, Yokohama Toeschouwers: 0 Scheidsrechter: Orel Grinfeeld |
| 31 juli 2021 20:00 (UTC+9) | Lee Dong-gyeong 20', 51' Hwang Ui-jo 90+1' | Verslag | 12', 54' Martín 30' Romo 39' (pen.), 63' Córdova 84' Aguirre | International Stadium Yokohama, Yokohama Toeschouwers: 0 Scheidsrechter: Orel Grinfeeld |

### Halve finales
|                               |                           |              |                                    |                                                                        |
| 3 augustus 2021 17:00 (UTC+9) | Mexico                    | 0 – 0 (n.v.) | Brazilië                           | Kashimastadion, Kashima Toeschouwers: 0 Scheidsrechter: Georgi Kabakov |
| 3 augustus 2021 17:00 (UTC+9) | Verslag                   |              |                                    | Kashimastadion, Kashima Toeschouwers: 0 Scheidsrechter: Georgi Kabakov |
| 3 augustus 2021 17:00 (UTC+9) | Strafschoppen             |              |                                    | Kashimastadion, Kashima Toeschouwers: 0 Scheidsrechter: Georgi Kabakov |
| 3 augustus 2021 17:00 (UTC+9) | Aguirre Vásquez Rodríguez | 1 – 4        | Alves Martinelli Guimarães Reinier | Kashimastadion, Kashima Toeschouwers: 0 Scheidsrechter: Georgi Kabakov |

|                               |       |              |              |                                                                      |
| 3 augustus 2021 20:00 (UTC+9) | Japan | 0 – 1 (n.v.) | Spanje       | Saitamastadion, Saitama Toeschouwers: 0 Scheidsrechter: Kevin Ortega |
| 3 augustus 2021 20:00 (UTC+9) |       | Verslag      | 115' Asensio | Saitamastadion, Saitama Toeschouwers: 0 Scheidsrechter: Kevin Ortega |

### Wedstrijd om de bronzen medaille
|                               |                                         |         |            |                                                                               |
| 6 augustus 2021 18:00 (UTC+9) | Mexico                                  | 3 – 1   | Japan      | Saitamastadion, Saitama Toeschouwers: 0 Scheidsrechter: Bamlak Tessema Weyesa |
| 6 augustus 2021 18:00 (UTC+9) | Córdova 13' (pen.) Vásquez 22' Vega 58' | Verslag | 78' Mitoma | Saitamastadion, Saitama Toeschouwers: 0 Scheidsrechter: Bamlak Tessema Weyesa |

### Wedstrijd om de gouden medaille
|                               |                         |              |               |                                                                                      |
| 7 augustus 2021 20:30 (UTC+9) | Brazilië                | 2 – 1 (n.v.) | Spanje        | International Stadium Yokohama, Yokohama Toeschouwers: 0 Scheidsrechter: Chris Beath |
| 7 augustus 2021 20:30 (UTC+9) | Cunha 45+2' Malcom 108' | Verslag      | 61' Oyarzabal | International Stadium Yokohama, Yokohama Toeschouwers: 0 Scheidsrechter: Chris Beath |

## Medailles

### Eindrangschikking
| Onderdeel | Goud     | Zilver | Brons  |
| Mannen    | Brazilië | Spanje | Mexico |

## Statistieken

### Doelpuntenmakers
5 doelpunten
- Richarlison

4 doelpunten
- André-Pierre Gignac
- Sébastian Córdova
- Hwang Ui-jo

3 doelpunten
- Matheus Cunha
- Takefusa Kubo
- Henry Martín
- Alexis Vega
- Rafa Mir
- Mikel Oyarzabal
- Lee Kang-in

2 doelpunten
- Ragnar Ache
- Nadiem Amiri
- Eduardo Aguirre
- Luis Romo
- Chris Wood
- Sami Al-Najei
- Lee Dong-gyeong

1 doelpunt
- Tomás Belmonte
- Facundo Medina
- Marco Tilio
- Lachlan Wales
- Malcom
- Paulinho
- Eduard Löwen
- Felix Uduokhai
- Amar Hamdy
- Ahmed Yasser Rayyan
- Téji Savanier
- Juan Carlos Obregón Jr.
- Luis Palma
- Rigoberto Rivas
- Eric Bailly
- Max Gradel
- Franck Kessié
- Ritsu Doan
- Daizen Maeda
- Kaoru Mitoma
- Koji Miyoshi
- Hiroki Sakai
- Roberto Alvarado
- Uriel Antuna
- Johan Vásquez
- Liberato Cacace
- Abdulelah Al-Amri
- Salem Al-Dawsari
- Marco Asensio
- Mikel Merino
- Dani Olmo
- Kobamelo Kodisang
- Evidence Makgopa
- Teboho Mokoena
- Kim Jin-ya
- Um Won-sang
- Won Du-jae

1 eigen doelpunt
- Benjamin Henrichs (tegen Ivoorkust)
- Elvin Oliva (tegen Roemenië)
- Marius Marin (tegen Zuid-Korea)
- Abdulelah Al-Amri (tegen Ivoorkust)

### Assists
3 assists
- Sebastián Córdova

2 assists
- Mitchell Duke
- Bruno Guimarães
- Diego Lainez
- Carlos Rodríguez
- Luis Romo
- Dani Olmo
- Mikel Oyarzabal

1 assist
- Thiago Almada
- Dani Alves
- Antony
- Guilherme Arana
- Claudinho
- Matheus Cunha
- Reinier
- Richarlison
- Max Kruse
- Amos Pieper
- David Raum
- Cedric Teuchert
- Ramadan Sobhi
- André-Pierre Gignac
- Randal Kolo Muani
- Clément Michelin
- Carlos Pineda
- José Alejandro Reyes
- Amad Diallo
- Max Gradel
- Ritsu Doan
- Reo Hatate
- Takefusa Kubo
- Yuki Soma
- Ao Tanaka
- Uriel Antuna
- Vladimir Loroña
- Alexis Vega
- Elijah Just
- Saud Abdulhamid
- Salman Al-Faraj
- Yasser Al-Shahrani
- Marco Asensio
- Carlos Soler
- Kobamelo Kodisang
- Luther Singh
- Jeong Tae-wook
- Kim Dong-hyun
- Kim Jin-kyu
- Kim Jin-ya
- Lee Dong-jun
- Seol Young-woo
- Song Min-kyu

### Toernooiranglijst
Wedstrijden die in extra tijd worden beslist, worden gerekend als winst of verlies. Als er strafschoppen moeten worden genomen, worden de wedstrijden als gelijkspel gerekend.
| Pos | Grp | Team          | Wed | W | G | V | Ptn | DV | DT | +/− | Eindresultaat                   |
| --- | --- | ------------- | --- | - | - | - | --- | -- | -- | --- | ------------------------------- |
| 1   | D   | Brazilië      | 6   | 4 | 2 | 0 | 14  | 10 | 4  | +6  | Gouden medaille                 |
| 2   | C   | Spanje        | 6   | 3 | 2 | 1 | 11  | 9  | 5  | +4  | Zilveren medaille               |
| 3   | A   | Mexico        | 6   | 4 | 1 | 1 | 13  | 17 | 7  | +10 | Bronzen medaille                |
| 4   | A   | Japan (G)     | 6   | 3 | 1 | 2 | 10  | 8  | 5  | +3  | Vierde plaats                   |
|     |     |               |     |   |   |   |     |    |    |     |                                 |
| 5   | B   | Zuid-Korea    | 4   | 2 | 0 | 2 | 6   | 13 | 7  | +6  | Uitgeschakeld in de kwartfinale |
| 6   | B   | Nieuw-Zeeland | 4   | 1 | 2 | 1 | 5   | 3  | 3  | 0   | Uitgeschakeld in de kwartfinale |
| 7   | D   | Ivoorkust     | 4   | 1 | 2 | 1 | 5   | 5  | 7  | −2  | Uitgeschakeld in de kwartfinale |
| 8   | C   | Egypte        | 4   | 1 | 1 | 2 | 4   | 2  | 2  | 0   | Uitgeschakeld in de kwartfinale |
|     |     |               |     |   |   |   |     |    |    |     |                                 |
| 9   | D   | Duitsland     | 3   | 1 | 1 | 1 | 4   | 6  | 7  | −1  | Uitgeschakeld in de groepsfase  |
| 10  | C   | Argentinië    | 3   | 1 | 1 | 1 | 4   | 2  | 3  | −1  | Uitgeschakeld in de groepsfase  |
| 11  | B   | Roemenië      | 3   | 1 | 1 | 1 | 4   | 1  | 4  | −3  | Uitgeschakeld in de groepsfase  |
| 12  | C   | Australië     | 3   | 1 | 0 | 2 | 3   | 2  | 3  | −1  | Uitgeschakeld in de groepsfase  |
| 13  | A   | Frankrijk     | 3   | 1 | 0 | 2 | 3   | 5  | 11 | −6  | Uitgeschakeld in de groepsfase  |
| 14  | B   | Honduras      | 3   | 1 | 0 | 2 | 3   | 3  | 9  | −6  | Uitgeschakeld in de groepsfase  |
| 15  | D   | Saoedi-Arabië | 3   | 0 | 0 | 3 | 0   | 4  | 8  | −4  | Uitgeschakeld in de groepsfase  |
| 16  | A   | Zuid-Afrika   | 3   | 0 | 0 | 3 | 0   | 3  | 8  | −5  | Uitgeschakeld in de groepsfase  |

Mannentoernooi · Kwalificatie: Afrika (CAF) · Azië (AFC) · Europa (UEFA) · Noord- en Midden-Amerika (CONCACAF) · Oceanië (OFC) · Zuid-Amerika (CONMEBOL)

Vrouwentoernooi · Kwalificatie: Afrika (CAF) · Azië (AFC) · Europa (UEFA) · Noord- en Midden-Amerika (CONCACAF) · Oceanië (OFC) · Zuid-Amerika (CONMEBOL)
Atletiek · Badminton · Basketbal · Boksen · Boogschieten · Gewichtheffen · Golf · Gymnastiek · Handbal · Hockey · Honkbal · Judo · Kanovaren · Karate · Klimsport · Moderne vijfkamp · Paardensport · Roeien · Rugby · Schermen · Schietsport · Schoonspringen · Skateboarden · Softbal · Surfen · Synchroonzwemmen · Taekwondo · Tafeltennis · Tennis · Triatlon · Voetbal · Volleybal · Waterpolo · Wielersport · Worstelen · Zeilen · Zwemmen